# Костичівська сільська рада
Ко́стичівська сільська́ ра́да — адміністративно-територіальна одиниця та орган місцевого самоврядування в Баштанському районі Миколаївської області. Адміністративний центр — село Костичі.

## Загальні відомості
- Населення ради: 1 291 особа (станом на 2001 рік)

## Населені пункти
Сільській раді були підпорядковані населені пункти:
- с. Костичі
- с. Доброкам'янка
- с. Лобріївка

## Склад ради
Рада складалася з 20 депутатів та голови.
- Голова ради: Згурська Світлана Михайлівна

### Керівний склад попередніх скликань
| Прізвище, ім'я, по батькові  | Основні відомості                                                                       | Дата обрання | Дата звільнення |
| ---------------------------- | --------------------------------------------------------------------------------------- | ------------ | --------------- |
| Згурська Світлана Михайлівна | Сільський голова, 1960 року народження, освіта середня спеціальна, член Партії регіонів | 26.03.2006   | 31.10.2010      |
| Згурська Світлана Михайлівна | Сільський голова, 1960 року народження, освіта середня спеціальна, член Партії регіонів | 31.10.2010   |                 |

Примітка: таблиця складена за даними сайту Верховної Ради України

### Депутати
За результатами місцевих виборів 2010 року депутатами ради стали:

#### За суб'єктами висування
| Суб'єкт висування                                       | Кількість обраних депутатів | %  |
| ------------------------------------------------------- | --------------------------- | -- |
| Партія регіонів                                         | 13                          | 65 |
| Комуністична партія України                             | 3                           | 15 |
| Політична партія Всеукраїнське об'єднання «Батьківщина» | 2                           | 10 |
| Самовисування                                           | 1                           | 5  |
| Соціалістична партія України                            | 1                           | 5  |

#### За округами
| № округу                                                | Прізвище, ім'я, по батькові      | Дата визнання обраним | Освіта  | Партійна приналежність                        | Відомості про обраного депутата                    |
| ------------------------------------------------------- | -------------------------------- | --------------------- | ------- | --------------------------------------------- | -------------------------------------------------- |
| Комуністична партія України                             |                                  |                       |         |                                               |                                                    |
| 1                                                       | Середа Валентина Валеріївна      | 03.11.2010            | середня | член Комуністичної партії України             | Костичівський дитячий садок, вихователь            |
| 3                                                       | Зайко Зоя Василівна              | 03.11.2010            | вища    | позапартійна                                  | Костичівська загальноосвітня школа, директор       |
| 6                                                       | Згурський Сергій Васильович      | 03.11.2010            | середня | позапартійний                                 | приватний підприємець                              |
| Партія регіонів                                         |                                  |                       |         |                                               |                                                    |
| 2                                                       | Рамізов Джумалі Мусай            | 03.11.2010            | середня | позапартійний                                 | тимчасово не працює                                |
| 4                                                       | Чубак Ярослав Володимирович      | 03.11.2010            | середня | позапартійний                                 | тимчасово не працює                                |
| 5                                                       | Сорокопуд Віра Володимирівна     | 03.11.2010            | середня | позапартійна                                  | Костичівська сільська рада, землевпорядник         |
| 8                                                       | Гречин Віктор Володимирович      | 03.11.2010            | вища    | позапартійний                                 | тимчасово не працює                                |
| 9                                                       | Сорокопуд Олена Володимирівна    | 03.11.2010            | середня | позапартійна                                  | приватний підприємець                              |
| 10                                                      | Закіров Халіт Дунядарович        | 03.11.2010            | середня | член Партії регіонів                          | тимчасово не працює                                |
| 11                                                      | Шерстюк Лариса Зіновіївна        | 03.11.2010            | середня | член Партії регіонів                          | приватний підприємець                              |
| 12                                                      | Забродська Лілія Миколаївна      | 03.11.2010            | вища    | позапартійна                                  | Костичівська лікарняна амбулаторія, медсестра      |
| 13                                                      | Пислару Лідія Георгіївна         | 03.11.2010            | середня | член Партії регіонів                          | приватний підприємець                              |
| 16                                                      | Хотинь Віктор Вікторович         | 02.01.2011            | середня | позапартійний                                 | тимчасово не працює                                |
| 17                                                      | Потапенко Оксана Миколаївна      | 02.11.2010            | вища    | член Партії регіонів                          | пенсіонер                                          |
| 18                                                      | Скринченко Тетяна Анатоліївна    | 02.11.2010            | середня | член Партії регіонів                          | приватний підприємець                              |
| 20                                                      | Слюсаренко Руслан Вікторович     | 02.01.2011            | середня | позапартійний                                 | тимчасово не працює                                |
| Політична партія Всеукраїнське об'єднання «Батьківщина» |                                  |                       |         |                                               |                                                    |
| 14                                                      | Чебан Віра Григорівна            | 03.11.2010            | вища    | член Всеукраїнського об'єднання «Батьківщина» | Костичівська лікарняна амбулаторія, головний лікар |
| 15                                                      | Окунцева Антоніна Іванівна       | 02.11.2010            | середня | член Партії регіонів                          | тимчасово не працює                                |
| Соціалістична партія України                            |                                  |                       |         |                                               |                                                    |
| 7                                                       | Заєць Інна Леонідівна            | 03.11.2010            | вища    | позапартійна                                  | Костичівська загальноосвітня школа, завгосп        |
| Самовисування                                           |                                  |                       |         |                                               |                                                    |
| 19                                                      | Кривонос Валентина Володимирівна | 02.01.2011            | середня | позапартійна                                  | Сільський клуб, с. Лобріївка, завідувачка          |

## Населення
Згідно з переписом УРСР 1989 року чисельність наявного населення сільської ради становила 1411 осіб, з яких 825 чоловіків та 586 жінок.
За переписом населення України 2001 року в сільській раді мешкало 1310 осіб.

### Мова
Розподіл населення за рідною мовою за даними перепису 2001 року:
| Мова       | Відсоток |
| ---------- | -------- |
| українська | 67,08 %  |
| російська  | 4,34 %   |
| молдовська | 1,63 %   |
| болгарська | 0,08 %   |
| інші       | 26,87 %  |